# Sainville
Sainville is een gemeente in het Franse departement Eure-et-Loir (regio Centre-Val de Loire). De plaats maakt deel uit van het arrondissement Chartres. Sainville telde op 1 januari 2022 1.037 inwoners.

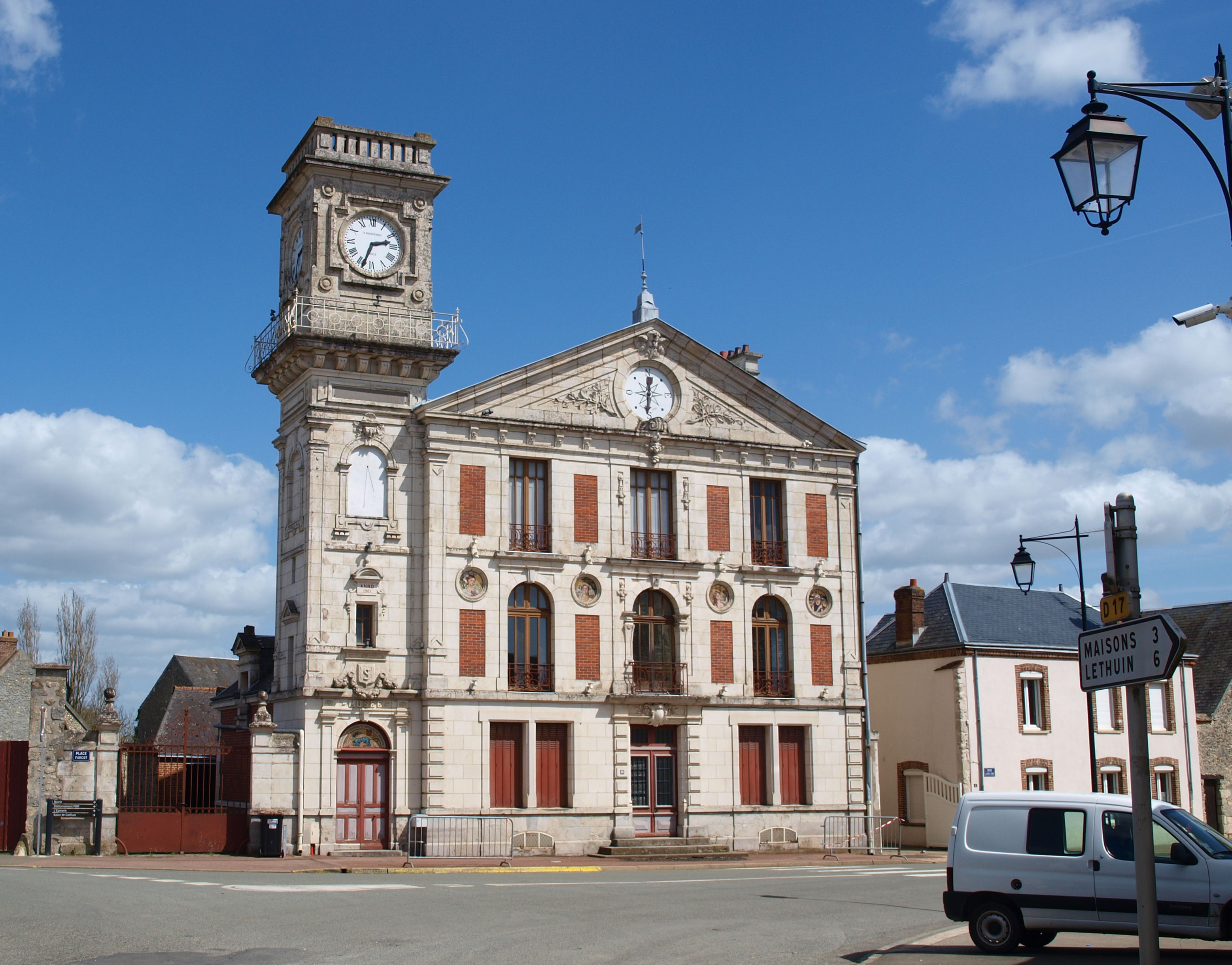
Museum van Sainville
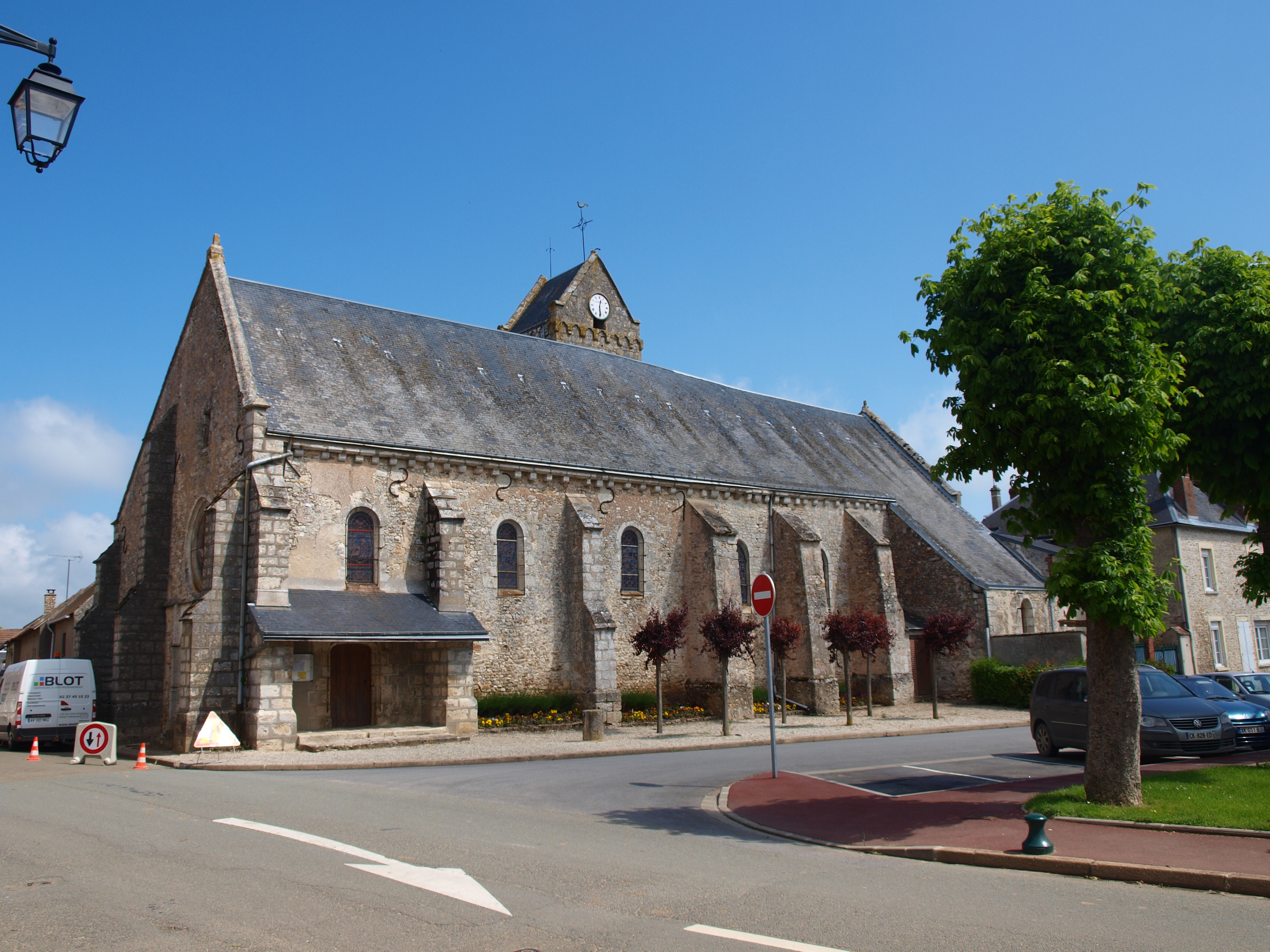
Kerk van Sainville
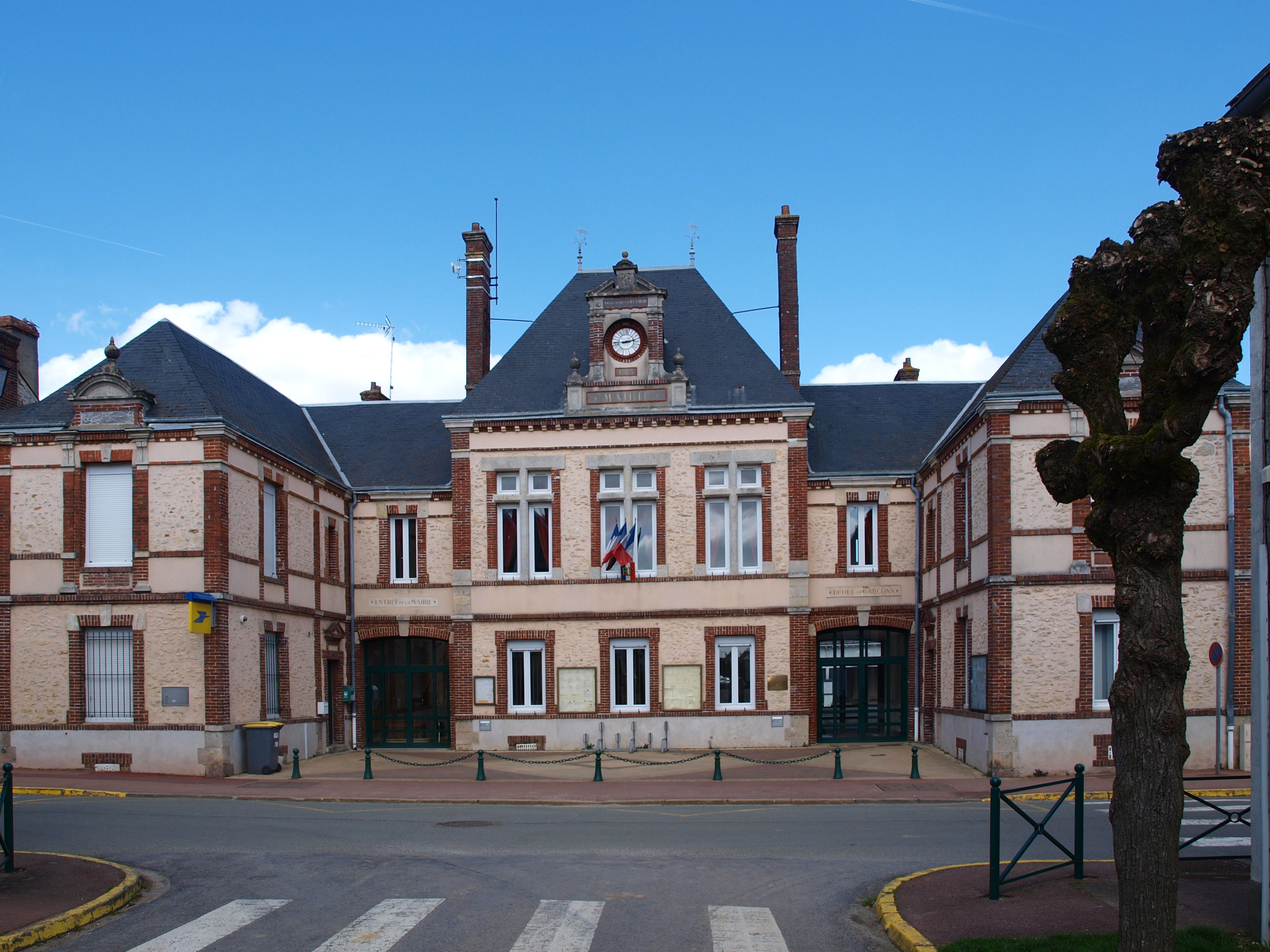
Gemeentehuis

## Geografie
De oppervlakte van Sainville bedroeg op 1 januari 2022 21,87 vierkante kilometer; de bevolkingsdichtheid was toen 47,4 inwoners per km².

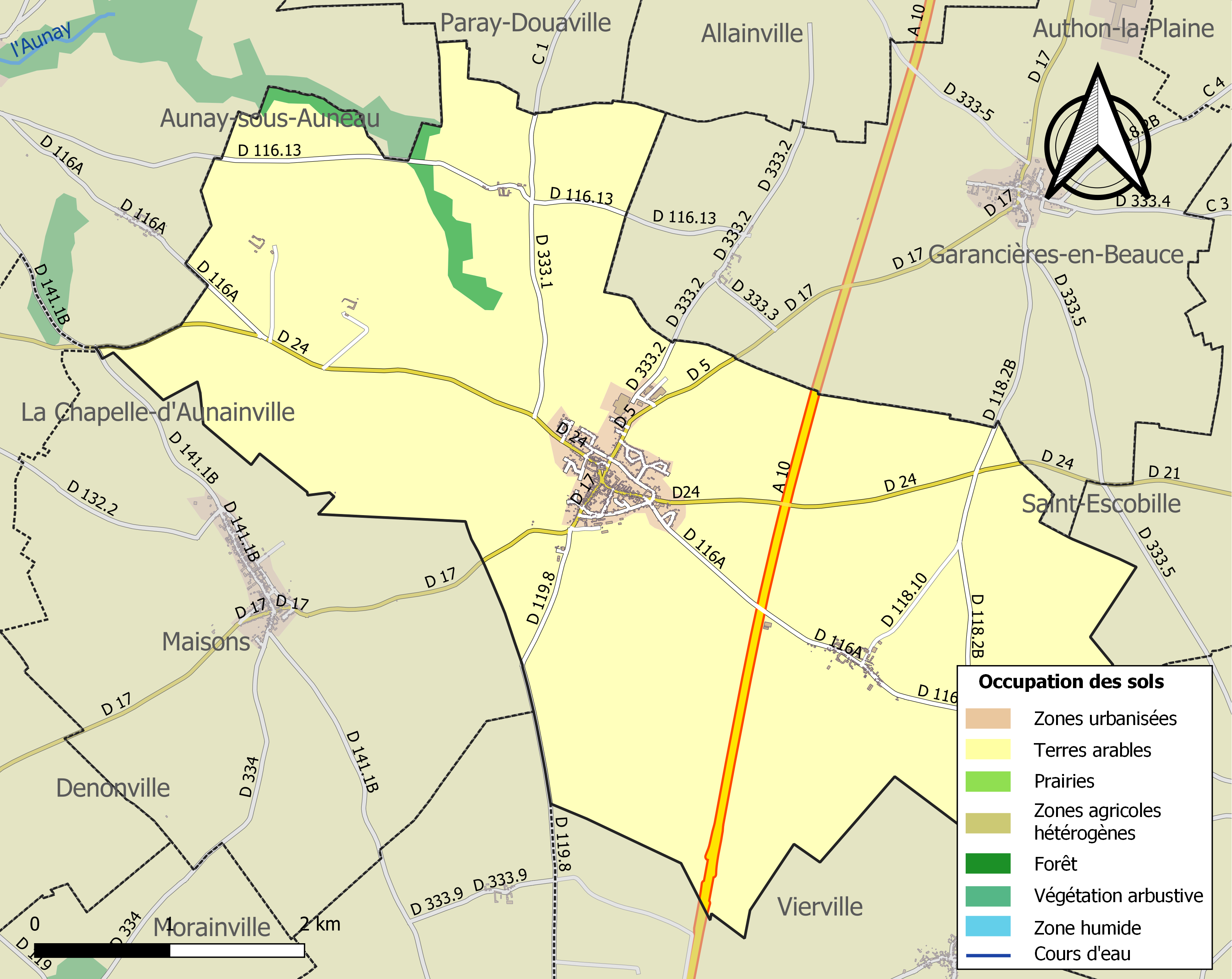
Kaart van de gemeente met belangrijkste infrastructuur, bodemgebruik en omliggende gemeenten

## Demografie
Onderstaande figuur toont het verloop van het inwonertal (bron: INSEE-tellingen).